# Osváth Tibor (botanikus)
Osváth Tibor (Kolozsvár, 1929. április 2. –)  erdélyi magyar botanikus, a biológiai tudományok doktora.

## Kutatási területe
Növénytan, növényi szövettenyésztés.

## Életpályája
Középiskoláit szülővárosában a piarista gimnáziumban végezte (1948), a Bolyai Tudományegyetemen természetrajz szakon végzett (1952). Egyetemi tanársegéd, laboratóriumi főnök (1952-70), főbotanikus a Babeș–Bolyai Tudományegyetemhez tartozó árokaljai dendrológiai parkban (1970-78), főbiológus Kolozsvárt a Biológiai Kutató Központban nyugdíjazásáig (1978-90). A biológiai tudományok doktora (1974), a Természetvédelmi Társaság, Természettudományi Ismeretterjesztő Társaság tagja.
Szaktanulmányai a szőlővenyigék növekedéséről, a szénhidrátok évi dinamikájáról a körte vegetatív szerveiben, a kékmoszatok elszaporodásának hatásáról halastavakban románul a Contribuţii Botanice, Studia Universitatis Babeş-Bolyai, Stejarul hasábjain jelentek meg (1962-77), a magyar sajtóban ismeretterjesztő cikkekkel jelentkezett. Doktori disszertációjának címe: Az erdei fák tartalékanyagainak dinamikája (1974). Egy szövettenyésztési szimpóziumon (1981) a gerbera aszeptikus szaporításáról, a gyapot "in vitro" tenyésztéséről, dísznövények szaporításáról értekezett.